# Hammerbrücke (Schwarzenberg)
In Schwarzenberg zwischen den Ortsteilen Neuwelt und Sachsenfeld führt die hölzerne Hammerbrücke über das Schwarzwasser und verbindet die beiden Ortsteile miteinander. Sie ist komplett überdacht und zählt zu den wenigen derartigen Bauwerken in Sachsen. Sie wurde 1732 erbaut und steht unter Denkmalschutz.
Die Konstruktion besteht aus einer einfachen Hängung mit zwei Hängesäulen und drei Streben. An einer der verschalten Längsseiten, bieten Fensteröffnungen einen Blick auf das darunter fließende Schwarzwasser. Sie ist 21,5 Meter lang und 3 Meter breit. An den beiden Zugängen verhindern Pflanzkübel aus Beton die Durchfahrt für PKW.
Im Jahr 1992 erfolgte eine denkmalgerechte Instandsetzung. Das Dach wurde dabei wieder originalgetreu mit Holzschindeln gedeckt.

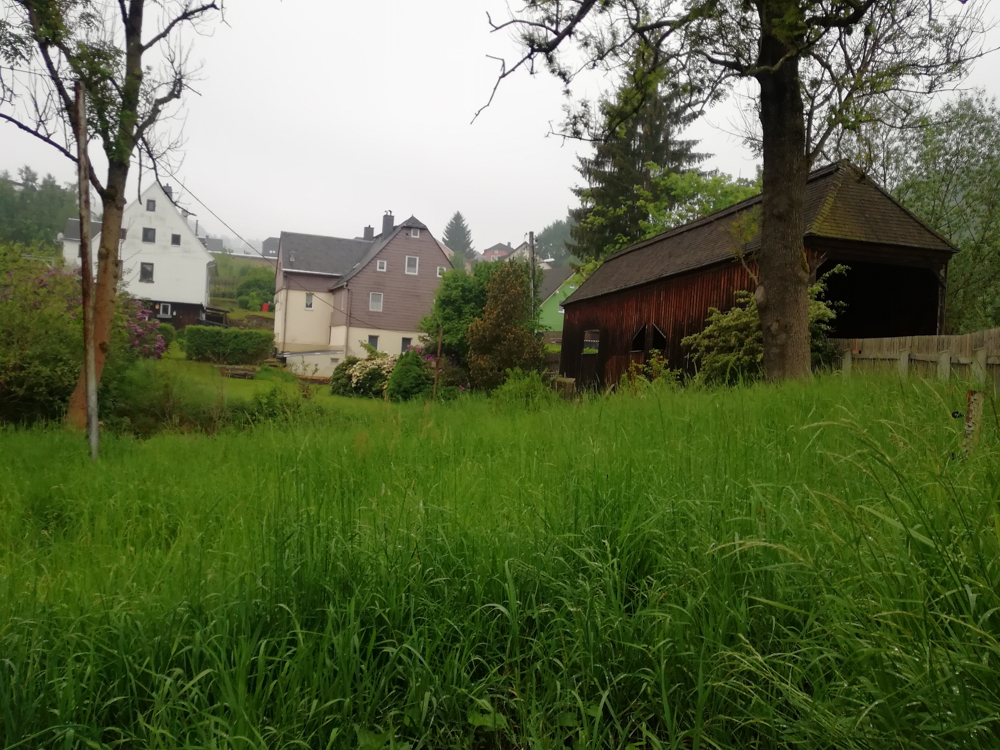
Hammerbrücke von   Sachsenfeld aus gesehen
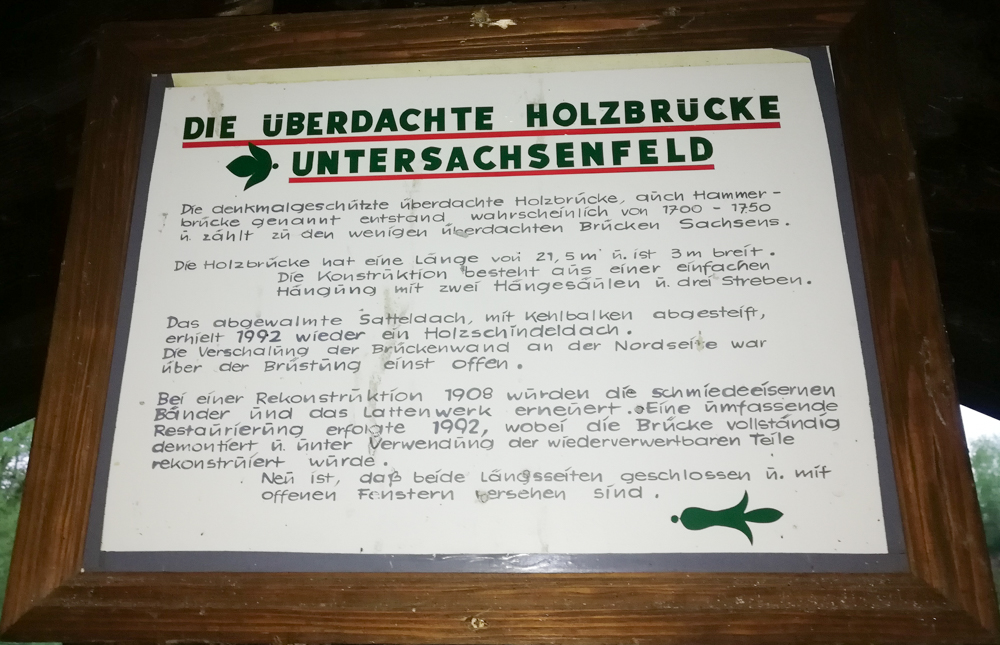
Inschrift über die Historie der Brücke

## Einzelnachweis
1. ↑  Große Kreisstadt Schwarzenberg - Sehenswerte Bauten. Abgerufen am 3. Mai 2020.